# Schefflera elliptifoliola
Schefflera elliptifoliola är en araliaväxtart som beskrevs av Elmer Drew Merrill. Schefflera elliptifoliola ingår i släktet Schefflera och familjen araliaväxter. Inga underarter finns listade.